# Graven (jeu vidéo)
Pour les articles homonymes, voir Graven.
Graven est un jeu vidéo de tir à la première personne de dark fantasy développé par Slipgate Ironworks et édité par 3D Realms et 1C Entertainment. Souvent décrit comme un successeur spirituel d'Hexen II, Graven incorpore des éléments des genres d'action RPG et de simulation immersive pour créer un «casse-tête d'action-aventure». Le jeu est sorti en accès anticipé en 2021 sur PC.

## Système de jeu
Graven est un voyage ouvert à travers trois régions étendues, où le joueur rencontrera à la fois des ennemis dangereux et des citadins amicaux. Divers conseils, quêtes et améliorations sont obtenus auprès des PNJ dans le jeu. Le joueur peut trouver une grande variété d'armes et de sorts, bien que certains sorts puissent être utilisés de manière offensive, la plupart des affrontements impliquent l'utilisation d'armes médiévales contre certains monstres spécifiques,.
Le jeu prend en charge le mode solo, la coopération en écran partagé et le mode en ligne jusqu'à 4 joueurs.

## Trame
Le joueur assume le rôle d'un prêtre fidèle de l'Ordre Orthogonal, exilé pour un crime altruiste. Le jeu commence avec le prêtre à la dérive dans un marais dans un petit bateau, transporté par un inconnu. Il donne des instructions vagues, avec un bâton et un livre mystérieux. Le prêtre s'embarque pour traquer des sectes hérétiques "responsables des fléaux qui assaillent la contrée",,.

## Publication
Graven a été annoncé par 3D Realms et Slipgate Ironworks lors de l'événement Realms Deep 2020 le 6 septembre 2020, pour être lancé sur toutes les principales plates-formes en 2021. L'annonce comprenait une révélation de jeu de 30 minutes.